# Quadrilateral Security Dialogue
El Quadrilateral Security Dialogue (QSD), conegut comunament com a QUAD, en català, Diàleg Quadrilateral de Seguretat, és una comunitat geopolítica, que forma un espai estratègic de diàleg de seguretat entre Austràlia, Índia, Japó i Estats Units que es manté mitjançant converses entre països membres, per contrarestar les ambicions del govern xinès en la zona, especialment en el Mar Oriental i el Mar Meridional.

## Història
El diàleg va ser iniciat el 2007 pel primer ministre japonès Shinzo Abe, amb el suport del primer ministre australià John Howard, el primer ministre indi Manmohan Singh i el vicepresident dels EUA Dick Cheney. El diàleg va ser paral·lel a exercicis militars conjunts d'una escala sense precedents, titulats Exercicis Malabar. L'acord diplomàtic i militar va ser vist àmpliament com una resposta a l'augment del poder econòmic i militar xinès, i el govern xinès va respondre al diàleg del QUAD emetent protestes diplomàtiques formals als seus membres, anomenant-lo " OTAN asiàtica"; El ministre d'Afers Exteriors de l'Índia, S. Jaishankar, va negar les acusacions de la Xina i va afirmar que l'Índia mai va tenir "mentalitat de l'OTAN".
El Quad va aturar la seva activitat quan Austràlia es va retirar de la taula de diàleg durant durant el mandat de Kevin Rudd com a primer ministre, reflectint l'ambivalència de la política australiana davant la creixent tensió entre els Estats Units i la Xina a l'Àsia-Pacífic. Més endavant, el 2010, quan Rudd fou substituït per Julia Gillard, es va reprendre la cooperació militar entre els Estats Units i Austràlia, donant lloc a la presència de marines nord-americans prop de Darwin, Austràlia, amb vistes al mar de Timor i l'estret de Lombok.
Durant la cimera de l'ASEAN a Manila, els quatre antics membres liderats per Abe, el primer ministre australià Malcolm Turnbull, el primer ministre indi Narendra Modi i el president dels Estats Units, Donald Trump, van acordar reviure l'aliança Quad per contrarestar militarment la Xina i establir nous eixos diplomàtics en la Regió Indo-Pacífica, especialment al mar de la Xina Meridional. Les tensions entre els membres del Quad i la Xina han provocat el que alguns analistes defineixen com una nova Guerra Freda a la regió.
En una declaració conjunta del març de 2021, amb el títol "The Spirit of the Quad" (L'esperit del Quad), els membres del Quad van descriure una visió compartida per a la zona indo-pacífica i un ordre basat en la llei en la zona del Mar de la Xina oriental i Meridional, per contrarestar les ambicions marítimes de la Xina.Com a resposta a la situació generada per la pandèmia de COVID-19, el mateix any es va celebrar una primera reunió Quad Plus que va incloure també representants de Corea del Sud, Nova Zelanda i Vietnam per treballar en la seva resposta. A data 2023, els països Quad tenen un PIB nominal combinat de 36,7 bilions de dòlars estatunidencs, un 34,7% del producte mundial brut.